# NCAA Football 08
NCAA Football 08 est un jeu vidéo de sport (football américain) édité par EA Sports, sorti en 2007 sur Xbox 360, PlayStation 3, Xbox et PlayStation 2.